# Mario Bonić
Mario Bonić (Ragusa, 4 agosto 1952) è un allenatore di calcio ed ex calciatore croato, di ruolo attaccante.

## Palmarès

### Giocatore

#### Competizioni nazionali
- Coppa di Jugoslavia: 1

Dinamo Zagabria: 1979-1980

#### Competizioni internazionali
- Coppa dei Balcani per club: 1

Dinamo Zagabria: 1976